# Volcán Corazón
El Corazón (4790 m) es un volcán inactivo erosionado de Ecuador. Se encuentra a 30 kilómetros al sudoeste de Quito, en la cordillera occidental de los Andes.El Corazón recibe su nombre no por su forma, como muchos creen, sino porque en su lado oriental presenta un corazón perfectamente delineado por dos amplias y largas quebradas. Estas quebradas se denominan Verde y Mortiño, siendo la oriental "Verde" y la otra la "Mortiño".[2]